# Кувватов, Санджар Хашимович
Санджар Хашимович Кувватов (узб. Sanjar Hoshimovich Quvvatov; род. 8 января 1990, Муглан, Кашкадарьинская область) — узбекистанский футболист, вратарь клуба «Навбахор» и сборной Узбекистана.
Является воспитанником мубарекского «Машаля». До 2015 года выступал за данный клуб, сыграл в его составе более 90 матчей в высшей лиге. В 2013 году со своим клубом играл в первой лиге, где стал победителем. В 2016—2018 годах играл за «Насаф», с 2019 года — за «Пахтакор». В составе «Пахтакора» — неоднократный чемпион страны.
В 2009 году выступал за молодёжную сборную Узбекистана до 20 лет, в составе которой выступал на молодёжном чемпионате мира 2009 в Египте (3 матча). В последующие годы также выступал за молодёжную и олимпийскую сборные страны. В составе олимпийской сборной — участник Азиатских игр 2010 года, где ни разу не вышел на поле.
С 2011 года стал вызываться в национальную сборную Узбекистана, но долгое время не играл за неё. Дебютировал 22 марта 2019 года в товарищеском матче против Уругвая (0:3). В следующих пяти матчах подряд не пропускал голов.

## Достижения
- Чемпион Узбекистана: 2019, 2020, 2021
- Серебряный призёр чемпионата Узбекистана: 2017
- Бронзовый призёр чемпионата Узбекистана: 2016
- Обладатель Кубка Узбекистана: 2019, 2020
- Финалист Кубка Узбекистана: 2016, 2021